# Wanuri Kahiu
Wanuri Kahiu (n. Nairobi, 21 de junio de 1980) es una directora keniana. Ha recibido diversos premios y nominaciones por sus películas, incluyendo Mejor Dirección, Mejor Guion y Mejor Película en los Premios de Cine de la Academia Africana de 2009.

## Trayectoria profesional
Tras graduarse en la Universidad de Warwick en 2001 en Ciencias de la Gestión, se matricula en un programa de Dirección dentro del Máster de Bellas Artes en la Escuela de Cine y Televisión de la Universidad de California, Los Ángeles.
Su película From a Whisper recibió un total de doce nombramientos y ganó cinco premios en la 5ª edición de los Premios de Cine de la Academia Africana, en 2009.

## Temas e influencias creativas

### Afrofuturismo
La obra de Kahiu está relacionada con el Afrofuturismo, tanto en su creación artística como en las inspiraciones para su trabajo, con un gusto específicamente africano en su aproximación a la subcultura. A través de la profundidad, fuerza e historias de las mitologías, espiritualidades y naturalismos africanos, Kahiu alega que las culturas y pueblos de África están intrincados en el pensamiento Afrofuturista desde hace siglos. Fundamentalmente,  Kahiu sitúa África muy cerca del mundo espiritual, permitiendo una fusión de espiritualidad y realidad tanto en la historia como en la realidad vivida. Para Kahiu, África es un espacio inherentemente futurista, que deshace los binomios occidentales sobre la tecnología circundante, la naturaleza y el tiempo lineal. El futurismo de África es mucho más viejo, más profundo y más rico que cualquier cosa que se le haya ocurrido a Occidente. Kahiu ha identificado un Afrofuturismo que pasa por una recuperación de sus propias cronologías, narrativas y espacios. Este fenómeno puede percibirse en Pumzi, donde y la reutilización aparecen como prácticas inherentemente africanas.

### Crítica de organizaciones no gubernamentales
Kahiu ha criticado las formas en que las Organizaciones No Gubernamentales (ONGs) controlan el imaginario popular sobre África. Ha expresado que para conseguir dinero para ser una cineasta en Kenia tienes que hacer películas sobre aquello que las ONG estén financiando en ese momento – sobre el SIDA o sobre la mutilación genital femenina. Estas imágenes, dice Kahiu, vuelven a constituir África como "lo Otro".
Kahiu sitúa su trabajo como el de una cineasta que hace películas sobre África para combatir estas imágenes. Dice que sus películas son para las próximas generaciones: “Porque tenemos niños que estamos criando y porque hay personas aquí que ya existen (mi hija existe ahora), a las que les estamos contando historias: necesitamos mandar mensajes muy claros.”

## Filmografía
- Dirección
  - 2009: Pumzi
  - 2009: From a Whisper
  - 2018: Rafiki
- Guion
  - 2009: Pumzi
  - 2009: From a Whisper (guion)
- Producción
  - 2005: Still Life